# Osteopilus vastus
Espèce
Synonymes
- Hyla vasta Cope, 1871

Statut de conservation UICN

 VU B2ab(i,ii,iii) : Vulnérable
Osteopilus vastus est une espèce d'amphibiens de la famille des Hylidae.

## Répartition
Cette espèce est endémique d'Hispaniola. Elle se rencontre du niveau de la mer jusqu'à 1 700 m d'altitude en République dominicaine et à Haïti dans des populations fragmentées,.

## Publication originale
- Cope, 1871 : Ninth Contribution to the Herpetology of Tropical America. Proceedings of the Academy of Natural Sciences of Philadelphia, vol. 23, no 2, p. 200-224 (texte intégral).